# Mausolée de Théodoric
Le mausolée de Théodoric (en italien : mausoleo di Teodorico) est un monument historique italien situé à environ 1 km au nord-est du centre-ville de Ravenne (Émilie-Romagne).
Ce mausolée en pierre blanche d'Istrie est composé de deux niveaux décagonaux. Son toit est un monolithe d'un diamètre de 11 mètres et d'un poids de 300 tonnes. Il fut érigé en l'an 520 à la demande de Théodoric le Grand, roi des Ostrogoths (474-526), fondateur en 493 du royaume ostrogoth d'Italie.

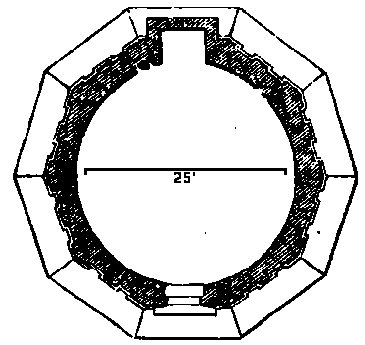
Plan du mausolée

La manière en « zigzag » d'assembler les voussoirs en façade, quoique pratiquée dans l'Empire romain pendant la période impériale, ne semble plus pratiquée qu'au Proche-Orient à partir du VIe siècle, ce qui permet d'émettre l'hypothèse que le mausolée serait le fait d'un architecte originaire de Syrie ou d'Asie mineure,. Le monument présente en outre la seule voûte d'arêtes appareillée en pierre de taille subsistante de la péninsule italienne (on trouve cependant des exemples plus anciens et très semblables dans d'autres provinces de l'Empire romain, comme à l'arc de triomphe de Cáparra en Espagne, datant de la fin du Ier siècle).

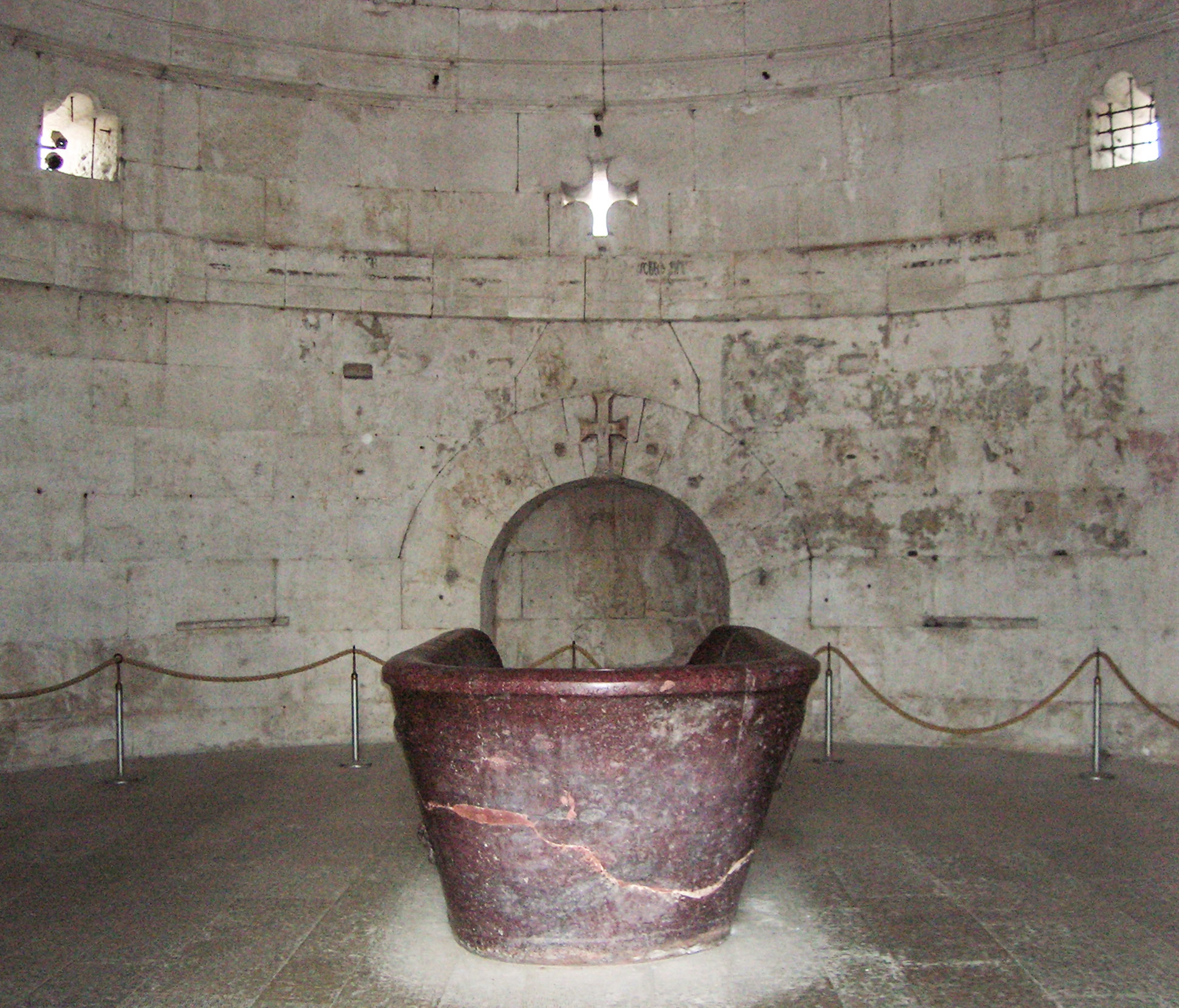
Sarcophage en porphyre qui aurait accueilli la dépouille royale.

Le mausolée a accueilli la dépouille du roi à sa mort survenue en 526. Au début de la guerre gothique, les Byzantins du général Bélisaire dispersèrent les restes du roi après la prise de Ravenne, capitale ostrogothique, en 540.
Transformé en oratoire dans les années 560, le mausolée a accueilli la dépouille du pape Victor II en 1057.
Parmi les rois « barbares » qui ont régné dans l'ancien Empire romain d'Occident entre le Ve et le VIIIe siècle, Théodoric est le seul dont le tombeau a été préservé.
Le mausolée de Théodoric fait partie d'un ensemble de huit monuments paléochrétiens de Ravenne inscrits au patrimoine mondial par l'Unesco depuis 1996.

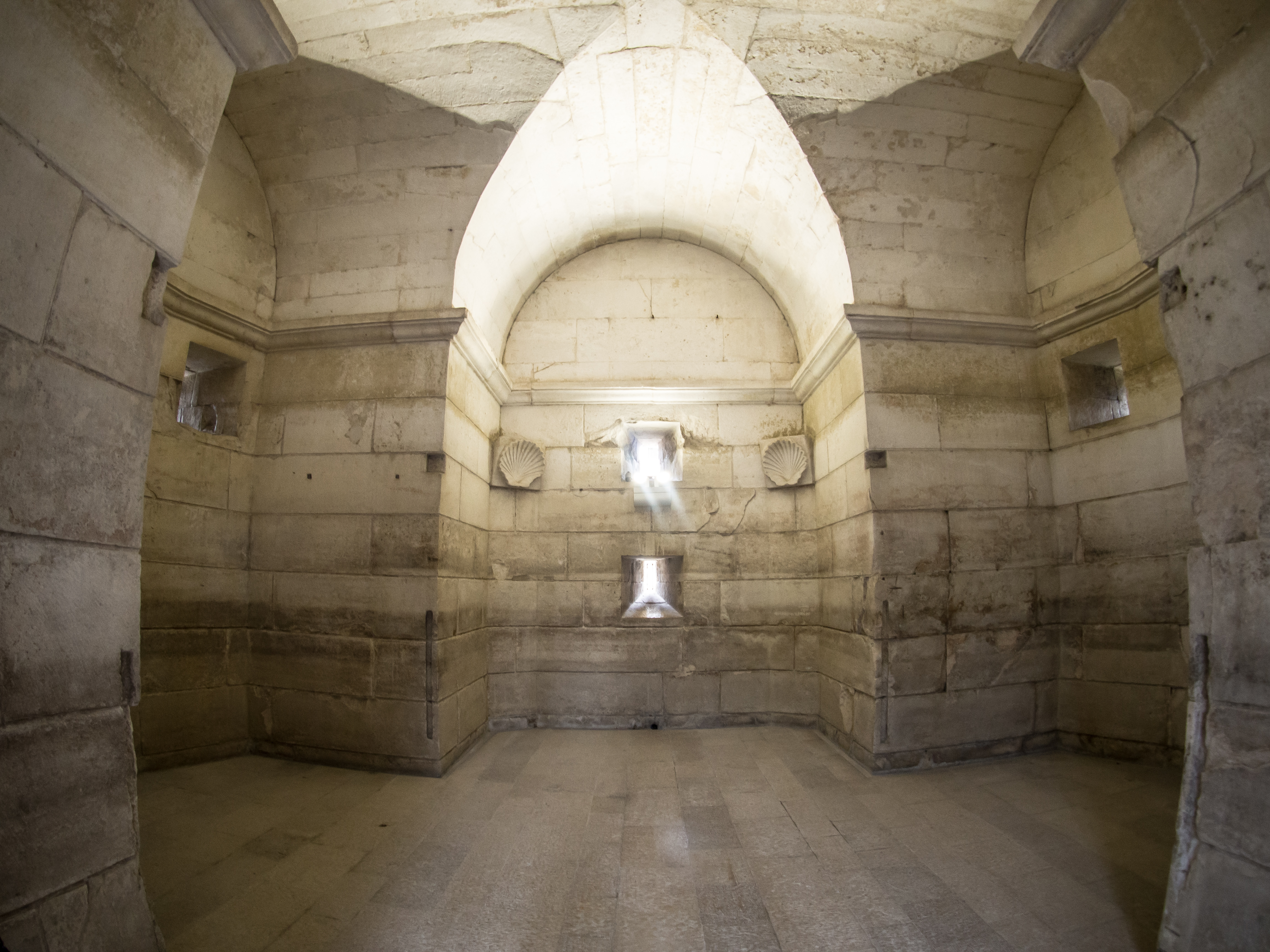
Intérieur du premier niveau
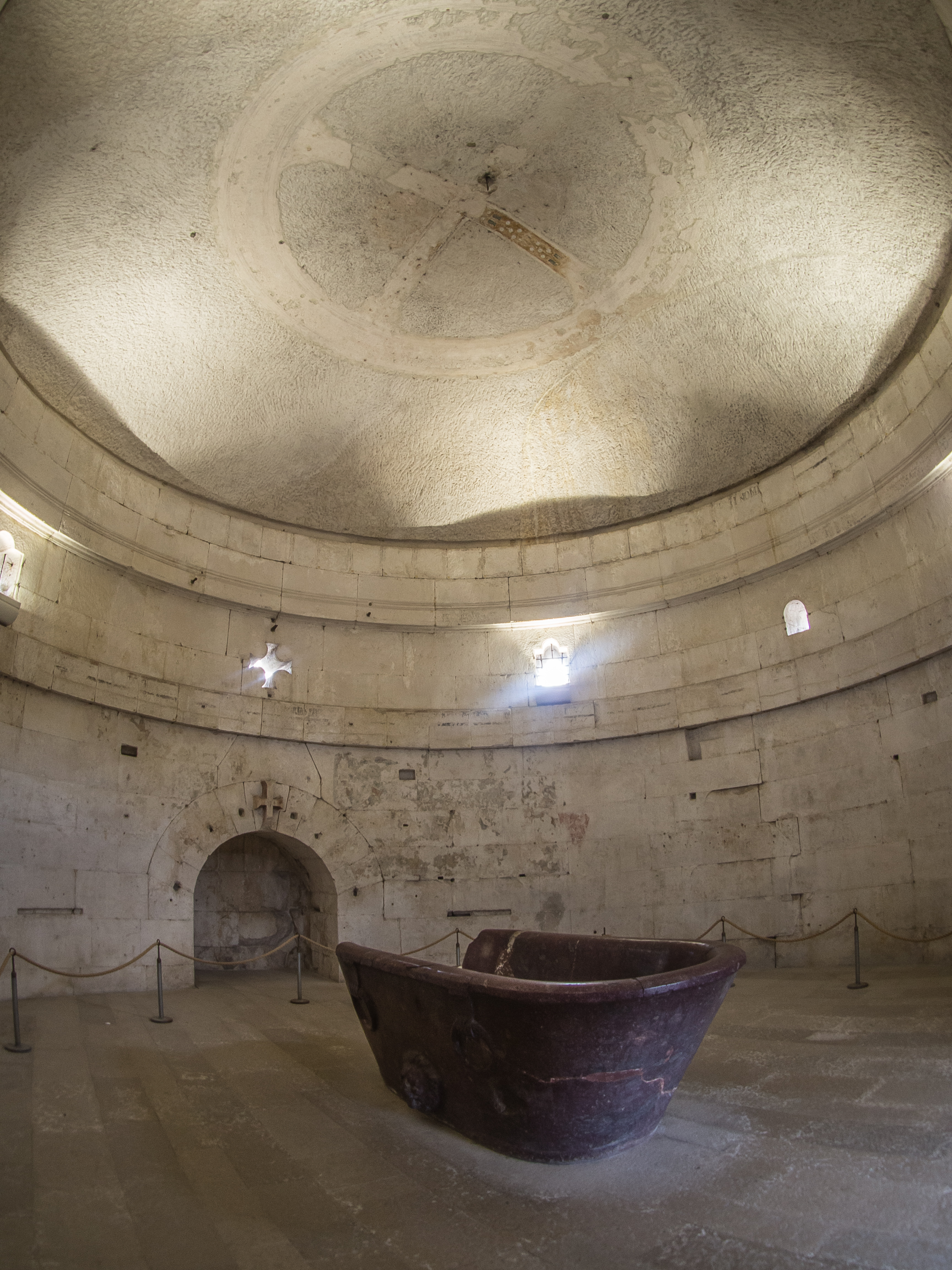
Intérieur de l'étage supérieur
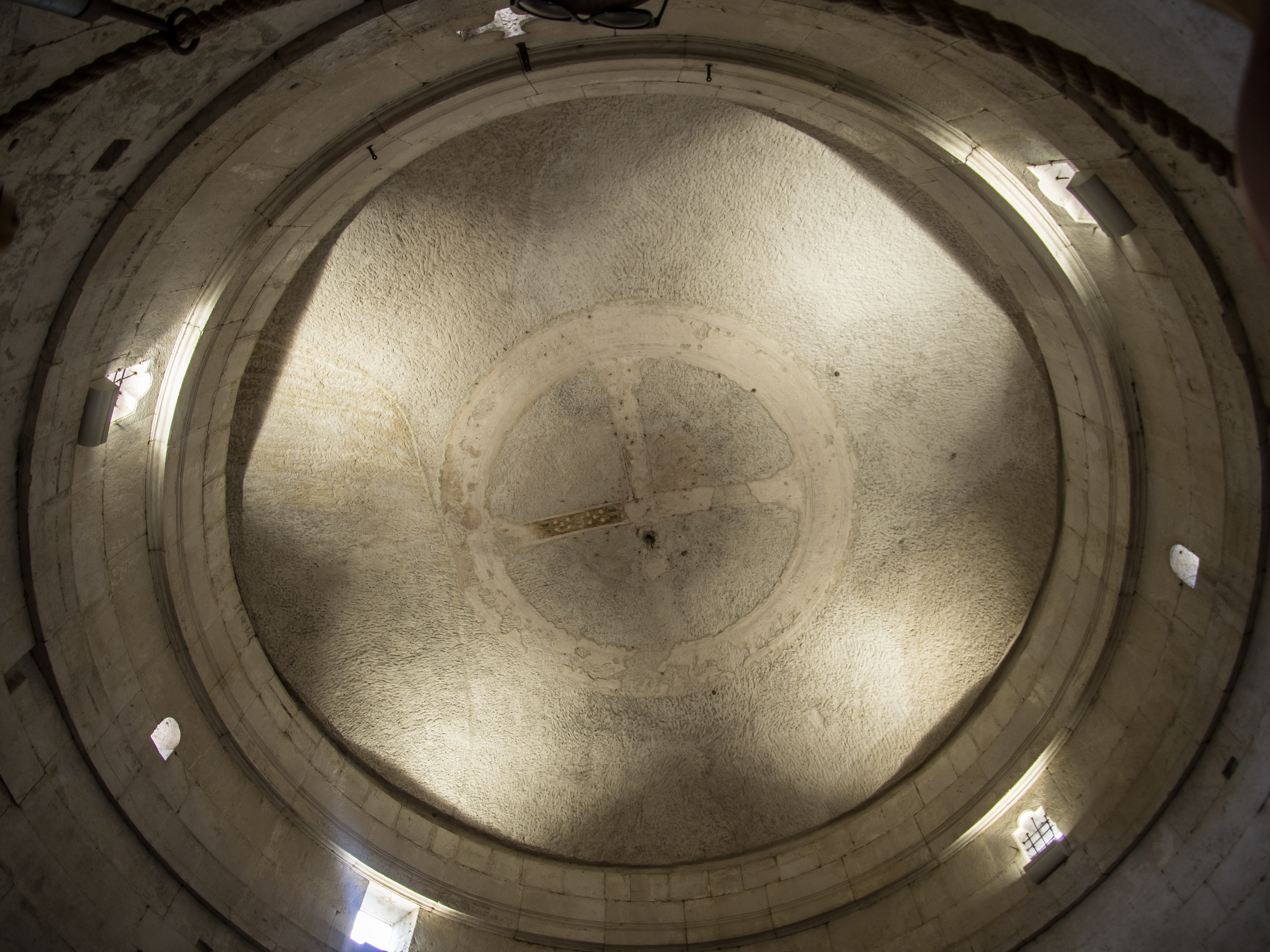
Étage supérieur avec toit fissuré
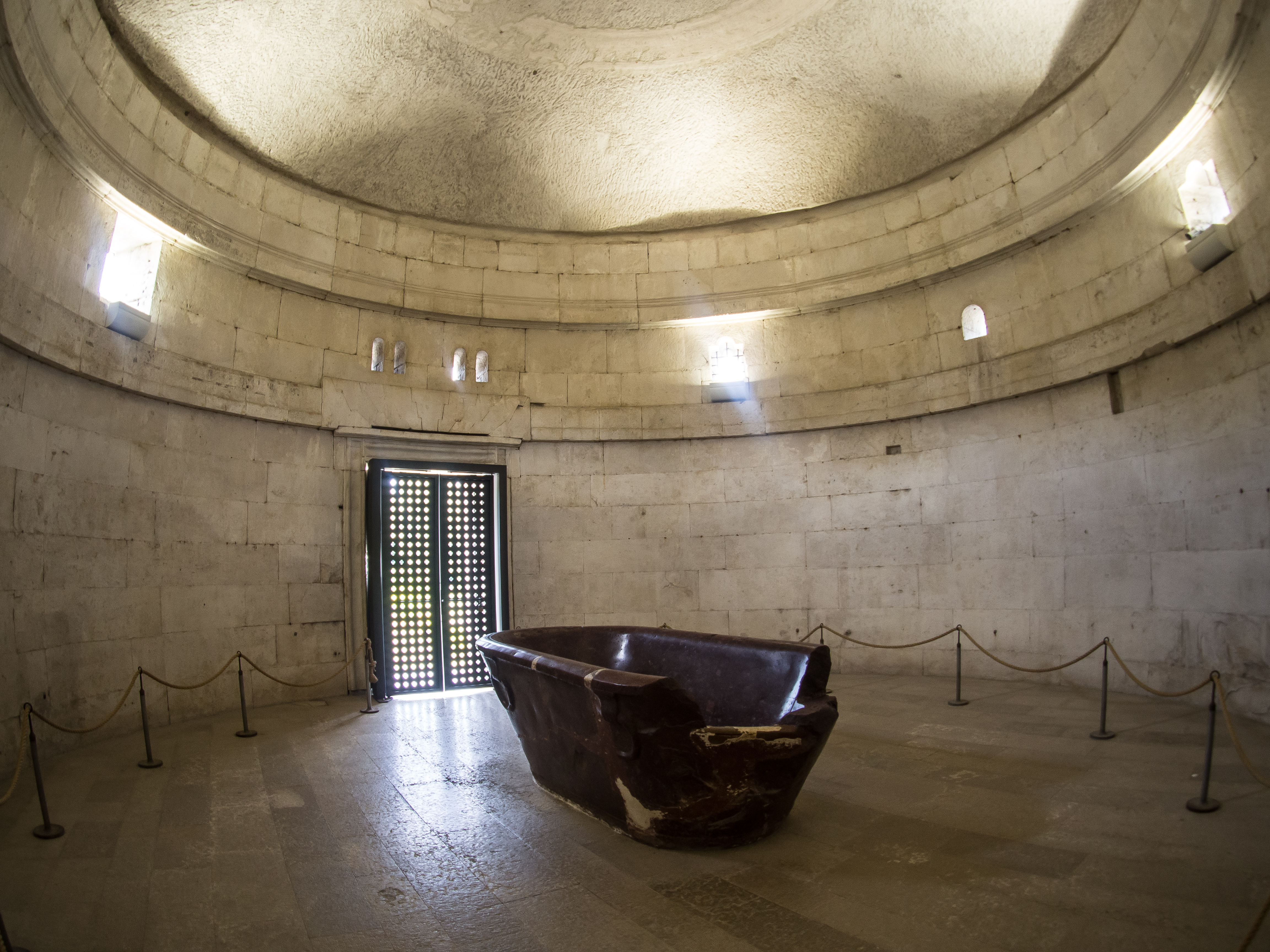
Intérieur de l'étage supérieur (côté entrée)